# 기데 유토
기데 유토(일본어: 木出 雄斗, 1999년 2월 13일~)는 일본의 축구 선수이다.

## 구단 경력
그는 2021년 J3리그의 가고시마 유나이티드 FC에 입단했다. 2023년까지 18경기에 출전하여, 2득점을 넣었다. 2024년 FC 오사카로 이적했다. 2025년 일본 풋볼 리그의 아틀레티코 스즈카로 이적했다.